# Escarrilla
Escarrilla (Escarriella en aragonès) és una localitat espanyola dins el municipi de Sallent de Gállego, a l'Alt Gállego, Província d'Huesca (Aragó). S'enclava en la pirinenca Vall de Tena, a 1120 msnm.

## Galeria d'imatges

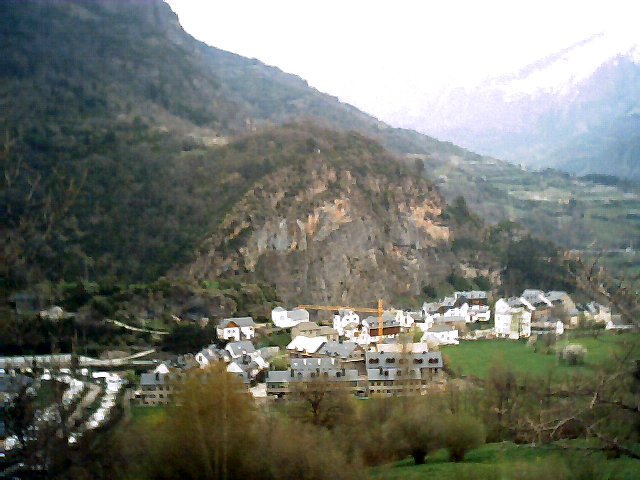
Escarrilla
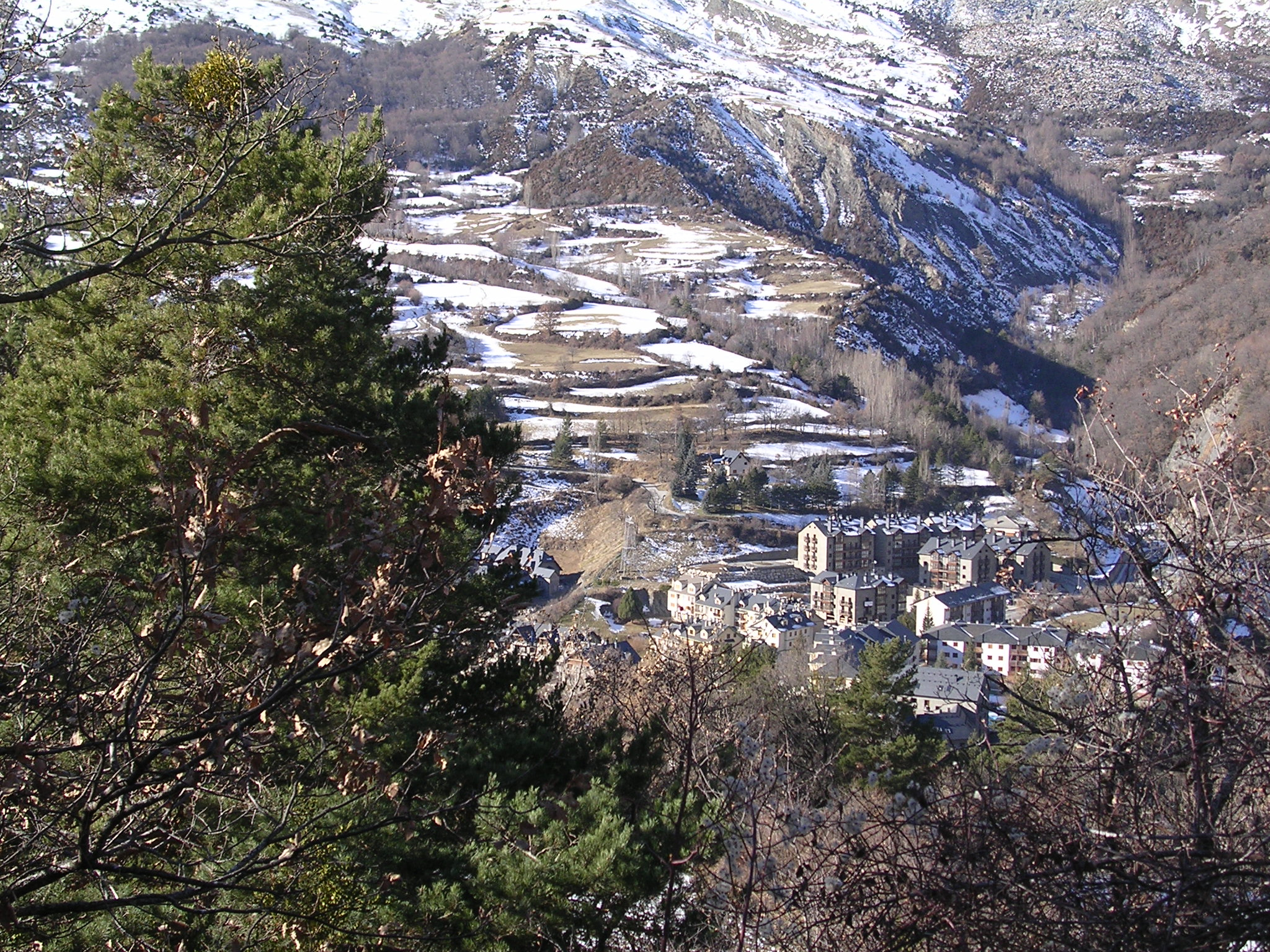
Escarrilla
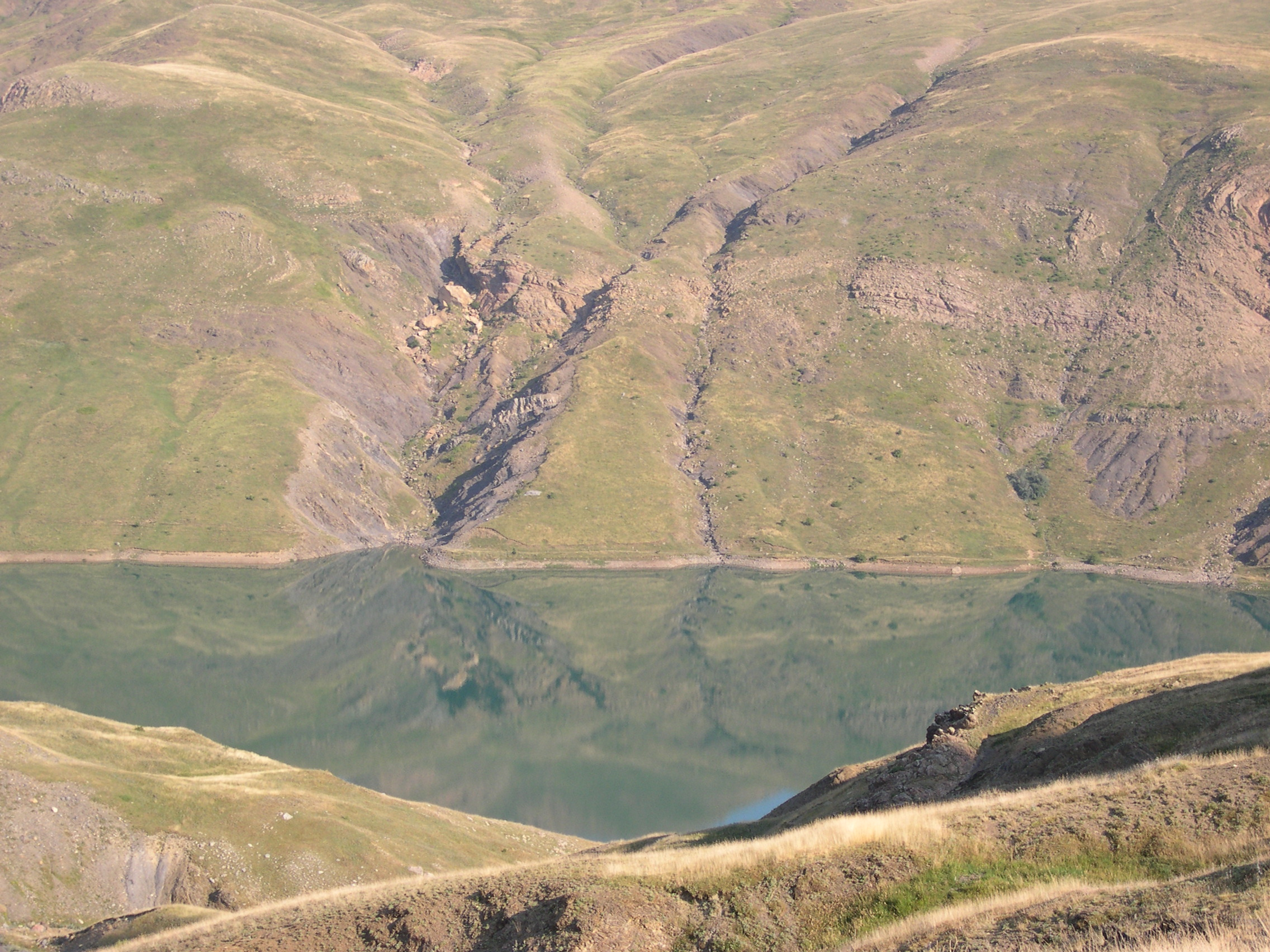
Embassament d'Escarra